# Monanthotaxis diclina
Monanthotaxis diclina är en kirimojaväxtart som först beskrevs av Thomas Archibald Sprague, och fick sitt nu gällande namn av Bernard Verdcourt. Monanthotaxis diclina ingår i släktet Monanthotaxis och familjen kirimojaväxter. Inga underarter finns listade i Catalogue of Life.